# Tambora (Pekat)
Tambora is een bestuurslaag in het regentschap Dompu van de provincie West-Nusa Tenggara, Indonesië. Tambora telt 2098 inwoners (volkstelling 2010).